# Mark Stoyle
Mark Stoyle - prof., brytyjski historyk, specjalizujący się w dziejach wczesnonowożytnej Anglii. Wykładowca na University of Southampton. Autor kilku książek oraz artykułów w "Cornish Studies", "The English Historical Review" i "Historical Journal".

## Książki
- Loyalty and Locality: Popular Allegiance in Devon during the English Civil War (1994)
- From Deliverance to Destruction: Civil War and Rebellion in an English City (1996)
- West Britons: Cornish Identities and the Early Modern British State (2002)
- Soldiers and Strangers: An Ethnic History of the English Civil War (2005)